# Rami Anis
Pour les articles homonymes, voir Anis.
Rami Anis est un nageur syrien né le 18 mars 1991,. Réfugié en Belgique, il participe aux Jeux olympiques d'été de 2016 sur l'épreuve du 100 mètres papillon hommes en tant que membre de l'équipe des athlètes réfugiés.